# Daily Mail
Il Daily Mail è un quotidiano popolare britannico fondato nel 1896 che dal 1971 è stampato in formato tabloid. 
Come la maggior parte dei quotidiani inglesi esce sei giorni alla settimana (dal lunedì al sabato). La domenica i lettori trovano il Mail on Sunday (che è quasi indipendente e ha un proprio direttore). Dal 6 febbraio 2006 il quotidiano ha anche una versione irlandese (Irish Daily Mail). 
Negli anni dal 1900 al 1930 circa il Daily Mail fu il primo quotidiano del Regno Unito e fu il primo a vendere un milione di copie al giorno. 
Nella sua versione online è la testata inglese più letta al mondo e dal 2020 quando ha effettuato lo storico sorpasso sul Sun anche il primo cartaceo del Regno Unito..
Il rivale storico, il Daily Express ha uno stile simile al Daily Mail, così come il tipo di lettori e la posizione politica, molto vicina ai conservatori, ma vende un terzo delle copie.

## Storia

### Direzione di Lord Northcliffe

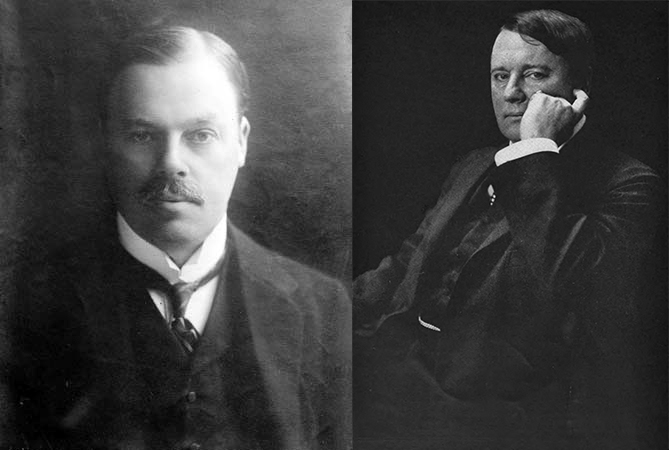
I fratelli Harold e Alfred Harmsworth, fondatori del Daily Mail

Il Daily Mail fu fondato dai fratelli Alfred e Harold Harmsworth (futuri Pari del regno con i titoli, rispettivamente, di Lord Northcliffe e Lord Rothermere).
Alfred presiedeva alla fattura del giornale, mentre Harold si occupava della parte amministrativa. Il primo numero uscì il 4 maggio 1896; costava mezzo penny (in un periodo in cui gli altri quotidiani londinesi costavano un penny) e aveva un tono più popolare e più conciso degli altri.
Riscosse un successo immediato, raggiungendo in pochi anni oltre mezzo milione di lettori.
L'impostazione politica del Daily Mail fu dichiaratamente filo-imperialista, optando per una linea fortemente patriottica nella Seconda Guerra Boera. Inoltre si delineò immediatamente il fatto che il giornale volesse intrattenere il lettore, mediante pubblicazioni periodiche, storie umane di relativo interesse o concorsi a premi. Nel 1906 offrì infatti 1 000 sterline per il primo volo attraverso La Manica e 10 000 per il primo volo da Londra a Manchester. La rivista Punch ritenne l'idea assurda e offrì 10 000 sterline per chi avesse volato su Marte, ma nel 1910 entrambi i premi del Daily Mail vennero assegnati. Nel 1908 creò la Ideal Home Exhibition, che si svolge annualmente ancora oggi.
Il giornale venne accusato di essere guerrafondaio prima dello scoppio della prima guerra mondiale, quando segnalò che la Germania stava progettando di schiacciare l'impero britannico. Dopo l'inizio della guerra (1914) Northcliffe sostenne, dalle colonne del quotidiano, la leva militare obbligatoria, sollevando un acceso dibattito. Sul numero del 21 maggio 1915, Northcliffe attaccò duramente Lord Kitchener, il ministro della Guerra. Ma Kitchener era considerato un eroe nazionale e il Daily Mail perse molti lettori, portando le copie giornaliere da 1 386 000 a 238 000. Mille cinquecento membri della Borsa di Londra bruciarono simbolicamente le copie invendute e boicottarono il quotidiano. Il Primo Ministro Herbert Henry Asquith accusò il quotidiano di slealtà alla patria.
Quando Kitchener morì, il Daily Mail annunciò la sua scomparsa come una grande fortuna per l'impero britannico. Proseguì con una campagna contro Asquith, che si dimise il 5 dicembre 1916. Il suo successore, David Lloyd George, chiese a Northcliffe di far parte del suo gabinetto di stato, sperando di farselo amico ed evitando così molte critiche. Northcliffe rifiutò.

### Direzione di Lord Rothermere
Nel 1922, quando Lord Northcliffe morì, Lord Rothermere assunse il controllo totale del giornale. Il Daily Mail aveva una tiratura media di 1 784 313 copie giornaliere. Nel 1924 il quotidiano pubblicò la cosiddetta Lettera di Zinov'ev, un documento falso che indicava che i comunisti britannici stavano pianificando una violenta rivoluzione. È largamente accertato che questo fu un fattore determinante nella sconfitta del Partito Laburista di Ramsay MacDonald nelle elezioni del 1924 che si svolsero quattro giorni dopo. In alcuni circoli laburisti il quotidiano è tuttora soprannominato The Forgers' Gazette (La Gazzetta dei Falsari).
All'inizio del 1934 Rothermere e il giornale erano simpatizzanti di Oswald Mosley e della British Union of Fascists. Nel 1934 Rothermere scrisse un articolo intitolato Hurrah for the Blackshirts (Urrà per le camicie nere), nel quale elogiava Mosley per la sua dottrina sana, di buon senso e conservatrice (sound, commonsense, conservative doctrine), anche se successivamente ritirò il suo supporto dopo che, durante un corteo tenutosi a Londra in quello stesso anno, la British Union of Fascists scatenò una violenta rissa contro alcuni comunisti.
Rothermere era amico e sostenitore di Benito Mussolini e di Adolf Hitler, che influenzarono la linea del Daily Mail fino al 1939. Durante quel periodo fu l'unico periodico britannico a sostenere il Partito Nazionalsocialista Tedesco dei Lavoratori.
Rothermere era in rapporto di corrispondenza con Hitler; il 1º ottobre 1938 spedì un telegramma al fǖhrer in cui appoggiò l'invasione da parte della Germania della regione dei Sudeti (ovvero Boemia, Moravia, e parte della Slesia); esprimendo speranza che Adolf il Grande potesse diventare una figura di spicco nel Regno Unito.
Nel 1937 il corrispondente di guerra George Ward Price del Mail, verso il quale Mussolini stesso si disse sostenitore, così come per il giornale per cui lavorava, pubblicò un libro in difesa di Hitler e Mussolini, intitolato I Know These Dictators (Conosco questi dittatori).
Rothermere e il Daily Mail sostenevano la politica di Neville Chamberlain di appeasement, particolarmente durante la Conferenza di Monaco. Dopo l'invasione di Praga nel 1939 il Daily Mail cambiò nettamente posizione, invitando Chamberlain a prepararsi per la guerra, forse in parte anche perché il Governo aveva minacciato di far chiudere il giornale.
Il giornale continua a essere soprannominato all'occorrenza Daily Heil, dato lo stampo conservatore e il suo sostegno a Mosley.

### Dal secondo dopoguerra a oggi

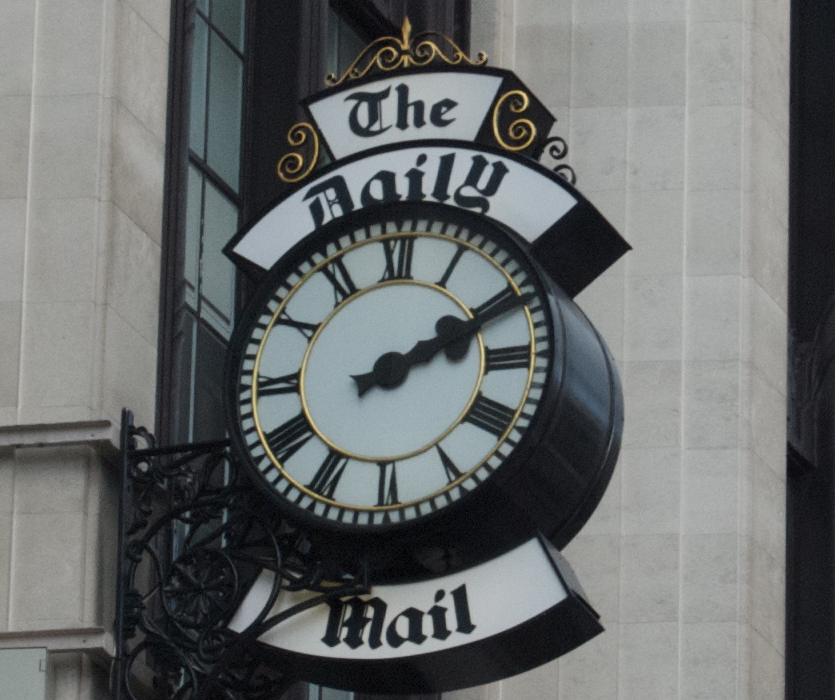
Il famoso "The Daily Mail clock", l'orologio situato all'ingresso della redazione del Daily Mail.

Il Daily Mail venne trasformato da David English negli anni settanta e anni ottanta. Cominciò la sua carriera nel 1951, al Daily Mirror e in seguito al Daily Sketch dove divenne caporedattore dal 1969 al 1971. Il 3 maggio 1971, in occasione del 75º anniversario della fondazione, il Daily Mail passò dal formato lenzuolo all'attuale formato, il tabloid. In questa data il Daily Mail incorporò anche il Daily Sketch che veniva già pubblicato come tabloid autonomo dalla stessa società editrice. David English continuò l'attività giornalistica sul Daily Mail, dove sarebbe rimasto per oltre 20 anni. 
English trasformò il quotidiano da un rivale del Daily Express che però vendeva due milioni di copie in meno, a un giornale di punta, che incrementò eccezionalmente la sua popolarità. Dopo 20 anni David English divenne redattore capo e presidente dei giornali collegati nel 1992.
La carta ha goduto un periodo di successo giornalistico negli anni '80, impiegando alcuni dei giornalisti più quotati, compresi Nigel Dempster, Lynda Lee Potter e Ian Wooldridge. Nel 1982 venne ideato un titolo differente per l'edizione domenicale del quotidiano: The Mail on Sunday (Sunday Mail era già il nome di un quotidiano scozzese, posseduto dal gruppo del Mirror). Dal 1998 il presidente della società editrice del quotidiano è Jonathan Harmsworth, Visconte di Rothermere.
Il 6 febbraio 2006 venne lanciata la versione irlandese del quotidiano (Irish Daily Mail).
Nell'agosto 2016, il Daily Mail ha incominciato una partnership con il Quotidiano del Popolo, il giornale ufficiale del Partito Comunista Cinese.
A febbraio del 2017, la comunità di Wikipedia in inglese ha deciso di vietare l'uso del Daily Mail come fonte nelle proprie voci. A seguito dell'esito della votazione, il sito è stato inserito in una "lista nera".

## Linea editoriale
Il Daily Mail si considera la voce della tradizione, con una posizione conservatrice contraria ai valori liberali. Generalmente assume atteggiamenti anti-europeisti, anti-immigrazionisti, anti-abortisti, a favore della famiglia classica, a favore dei tagli alle tasse e della monarchia, così come a favore di pene più severe per i crimini. Fu proprio a causa della linea del tabloid considerata "razzista, xenofoba e intollerante" dalla Lego, che essa ritirò le proprie pubblicità dalla testata.
Il quotidiano è stato più volte costretto a pagare risarcimenti a causa degli articoli falsi presenti in esso, minandone la credibiltà. Il tabloid fu anche condannato a pagare diversi milioni di euro alla First Lady americana Melania Trump per aver scritto che faceva la "escort di lusso".
Il Daily Mail è stato accusato di creare storie sensazionalistiche e approssimative riguardo alla scienza e alla ricerca medica. Nel 2017, confermando poi la decisione nel 2019 e nel 2020, la comunità di Wikipedia in inglese ha decretato fonti non attendibili sia l'edizione cartacea che quella digitale del Daily Mail e, in linea di massima, ne ha proibito l'uso nelle voci, citando tra le motivazioni lo "scarso controllo delle fonti".
Nel settembre 2018 diventa direttore Geordie Greig, fino a quel momento responsabile del Mail on Sunday, l'edizione domenicale che ha una sua redazione separata. Succede a Paul Dacre, uno dei giornalisti più influenti e per un quarto di secolo direttore del quotidiano. Con Dacre il giornale ha fortemente sostenuto una linea pro-Brexit anche se il proprietario, lord Rothermere, non lo è. Greig, che nel domenicale aveva invece mosso critiche alla Brexit, è favorevole ad una uscita "il più soft possibile" in modo da evitare la scissione di Irlanda del Nord o Scozia.
Nel maggio 2020 ha superato per la prima volta lo storico rivale The Sun diventando il quotidiano più venduto nel Regno Unito.

### Posizioni specifiche
- Il giornale è generalmente critico nei confronti della BBC, che percepisce come di sinistra e che vorrebbe che tornasse com'era agli esordi[44].
- Alla fine degli anni sessanta il quotidiano visse una fase liberale sul tema delle punizioni corporali, ma presto cambiò rotta e ritornò alle sue posizioni tradizionali.
- Il Daily Mail fu critico nei confronti del Primo Ministro Tony Blair e sostenne il Partito Conservatore nelle elezioni generali del 2005.[45]
- Sulle questioni riguardanti il Medio Oriente è generalmente a favore di Israele anche se ha espresso dubbi sulla Guerra in Iraq.[senza fonte]
- Durante il 2016 il quotidiano sostenne la Brexit per il Regno Unito.[46]

## Giornalisti
In tempi recenti, come molti altri quotidiani londinesi, il Daily Mail ha incluso tra i propri giornalisti anche alcuni con stampi politici diversi dalla linea editoriale del giornale. Un caso noto è quello di Roy Hattersley, un ex ministro del Partito Laburista che adotta una linea social-democratica e che oggigiorno attacca il suo stesso partito.

### Attuali
- Peter Allen
- Charlie Bain
- Alex Brummer
- Rebecca Camber
- Nick Craven
- Rebecca English
- Charlotte Gill
- Sam Greenhill
- Christian Gysin
- Beth Hale
- Roy Hattersley - ex ministro del Partito Laburista
- Liz Jones
- Des Kelly
- Tom Kelly
- Olinka Koster
- Ann Leslie
- Richard Littlejohn
- James Mills
- Bill Mouland
- Dan Newling
- Melanie Phillips
- Gordon Rayner
- Gwyneth Rees
- Michael Seamark
- Neil Sears
- Paul Sheehan
- Keith Waterhouse
- David Williams
- Michael Winner - regista
- Stephen Wright
- Tahira Yaqoob

### Del passato
- Paul Callan
- William Comyns Beaumont (lasciò il giornale nel 1903 per creare The Bystander)
- Simon Heffer (lasciò il giornale nel 2005 per passare al Daily Telegraph)
- Paul Johnson (lasciò il giornale nel 2001 per passare al Daily Telegraph e a The Spectator)
- Lynda Lee Potter (scrisse per il Daily Mail dal 1967 fino alla sua morte, nel 2004)
- William Le Queux (scrittore di genere bellico nel periodo antecedente alla prima guerra mondiale)
- Louise Mack (giornalista e corrispondente di guerra durante la prima guerra mondiale)
- Valentine Williams (corrispondente generale e durante la prima guerra mondiale, capo del bollettino bellico; in seguito divenne scrittore di romanzi)
- Ian Wooldridge